# Lucette Lagnado
Lucette Lagnado (geb. 19. September 1956 in Kairo; gest. 10. Juli 2019 in New York City) war eine sephardisch-amerikanische Schriftstellerin und Journalistin. 

## Leben
Ursprünglich aus einer sephardischen Familie aus Kairo stammend, verließ die Familie von Lucette Lagnado nach der Machtergreifung von Gamal Abdel Nasser Ägypten und ließ sich in Bensonhurst/Vereinigte Staaten nieder, wo sie bereits als Jugendliche bei einer Gemeindezeitung erste Schreiberfahrung sammelte. Sie schloss am Vassar College ihr Studium ab und arbeitete danach über viele Jahre hinweg als Journalistin und Reporterin für das Wall Street Journal. Sie engagierte sich während dieser Zeit auch intensiv dafür, das weltweite Interesse für die Kriegsverbrechen Josef Mengeles im KZ Auschwitz durch eine Vielzahl von Reportagen zu fördern und setzte sich mit dessen Folgen in ihrem Buch Children of the Flames aus dem Jahr 1991 weiter auseinander.
Im Jahr 2008 erhielt sie für ihre Autobiographie und die Geschichte ihrer ägyptisch-jüdischen Familie mit dem Titel The Man in the White Sharkskin Suit den Sami Rohr-Preis für Jüdische Literatur.